# 13 Armia (ZSRR)
13 Armia (ros. 13-я армия) – związek operacyjny Armii Czerwonej, Armii Radzieckiej oraz Sił Zbrojnych Federacji Rosyjskiej.

## Działania bojowe
W czerwcu 1941 roku w skład Armii wchodziły dwa korpusy strzeleckie (6 dywizji strzeleckich) oraz dwa korpusy zmechanizowane (17 i 20). Dowódcą był generał major Piotr Fiłatow.
Jesienią 1941 roku Armia wchodziła w skład Frontu Briańskiego gen. por. Andrieja Jeriomienko. Uczestniczyła w bitwie kurskiej (5 lipca - 23 sierpnia 1943) w czasie której dowództwo frontu tworzyli następujący oficerowie: dowódca Nikołaj Puchow, szef sztabu Aleksandr Pietruszewski, członkowie rady wojennej M. Kozłow i N. Czernyszew oraz szef zarządu politycznego 
Nikołaj Woronow.
W 1944 roku w ramach operacji Bagration dotarła do ziem polskich. W pościgu za oddziałami niemieckiej Grupy Armii Północna Ukraina uczestniczyła wraz z 1 Gwardyjską Armią Pancerną, grupą konno-zmechanizowaną gen. Siergieja Sokołowa i 3 Gwardyjską Armią, która 20 lipca dotarła w rejon Hrubieszowa i Lubyczy Królewskiej. Wieczorem 29 lipca 1944 roku 350 Dywizja Piechoty (wchodząca w skład 13 Armii) dowodzona przez gen. mjra Grigorija Wiechina jako pierwsza dotarła do Wisły w rejonie Sandomierza. W walkach o uchwycenie przyczółka czołowe pułki 350 Dywizji Strzeleckiej rozpoczęły forsowanie rzeki w rejonie Baranowa Sandomierskiego. Pierwszy sforsował Wisłę 2 batalion z 1178 Pułku Strzeleckiego dowodzonego przez ppłk Teoktysta Barbasowa.

## Dowódcy armii
- gen. por. Piotr Fiłatow[6] (22.06.1941 - 08.07.1941)
- gen. por. Fiodor Riemiezow (09.07.1941 - 13.07.1941)
- gen. por. Wasilij Gierasimienko (14.07.1941 - 26.07.1941)
- gen mjr Konstantin Gołubiew Голубев (26.07.1941 - 25.08.1941)
- gen. mjr Awksientij Gorodnianski[7] (25.08.1941 - 25.01.1942)
- gen. płk Nikołaj Puchow (25.01.1942 - 14.02.1943)[8]

## Struktura organizacyjna
Skład w październiku 1941 roku
- 6 Dywizja Piechoty
- 121 Dywizja Piechoty
- 132 Dywizja Piechoty
- 143 Dywizja Piechoty
- 155 Dywizja Piechoty
- 298 Dywizja Piechoty
- 307 Dywizja Piechoty
- 55 Dywizja Kawalerii
- 141 Brygada Pancerna

Skład w 1945 roku
- 24 Korpus Piechoty
- 27 Korpus Piechoty
- 102 Korpus Piechoty

Skład w 1990 roku
w składzie Przykarpackiego Okręgu Wojskowego
- 17 Dywizja Zmechanizowana[a]
- 51 Dywizja Zmechanizowana[a]
- 97 Dywizja Zmechanizowana[a]
- 161 Dywizja Zmechanizowana[a]
- 38 Brygada Rakiet Operacyjno-Taktycznych
- 62 Brygada Rakiet Przeciwlotniczych
- 86 Brygada Zaopatrzenia
- 802 pułk artylerii rakietowej
- 13 pułk artylerii samobieżnej
- 49 pułk saperów
- 119 pułk śmigłowców bojowych
- 442 pułk śmigłowców bojowych
- 55 pułk łączności